# Serie 1500 de CP
La Serie 1500 define un tipo de locomotora que estuvo al servicio de la compañía de los Caminhos de Ferro Portugueses, y de su sucesora, Comboios de Portugal, siendo algunas unidades vendidas a la operadora de construcción Ferrovias.

## Historia
Debido a la escasez de carbón producida después del final de la Segunda Guerra Mundial, la compañía de los Caminhos de Ferro Portugueses no conseguía asegurar todos los servicios con su flota de locomotoras a vapor; para hacer frente a este problema, el gobierno portugués activó el Plan de Reequipamiento, cuyo propósito era, con el auxilio de los fondos recibidos en el ámbito del Plan Marshall, un programa de apoyo a los países europeos afectados por aquel conflicto, adquirir material circulante motor, cuyo combustible fuese el gasóleo. Debido al hecho de que la industria en esta región no poseía, en aquella altura, capacidad para la fabricación de locomotoras de tracción de gasóleo, el gobierno portugués encomendó varias locomotoras de línea a la compañía americana American Locomotive Company, más conocida por las siglas ALCO, entrando en servicio en 1948 en la operadora Caminhos de Ferro Portugueses y siendo las primeras locomotoras de tracción de gasóleo en Portugal.
Después de cumplir varios años de servicio, las unidades de esta serie fueron, al aproximarse al final de su vida útil, designadas para remolcar composiciones de pasajeros y mercancías en las regiones de Alentejo y Algarve.
A finales de 2000, apenas se encontraban en servicio las locomotoras con las numeraciones 1501, 1505, 1510 y 1512, habiendo sido la 1502 vendida a la empresa Ferrovias, la 1507, a Fergrupo, y la 1511, a Somafel; las unidades restantes fueron retiradas del servicio y aparcadas junto a las instalaciones del Grupo Oficinal de Barreiro, para fortalecer las operaciones de sus congéneres todavía en circulación. Las unidades 1501 y 1510 estaban disponibles para remolcar composiciones especiales, Regionales e InterRegionais, en el caso de las locomotoras de las Series 1400 y 1930 no se encontrasen disponibles; la primera unidad fue, posteriormente, decorada en Barreiro con su patrón de pintura original, verde y pérola, y expuesta en el Museo Nacional Ferroviario, en Entroncamento, mientras que las 1505 y 1510 fueron aparcadas en Barreiro, sin motores de tracción, que fueron reservados para uso en las locomotoras de la Serie 1550.

## Ficha técnica
- Informaciones diversas
  - Año de entrada en servicio: 1948[1]
  - Tipo de transmisión: Eléctrica

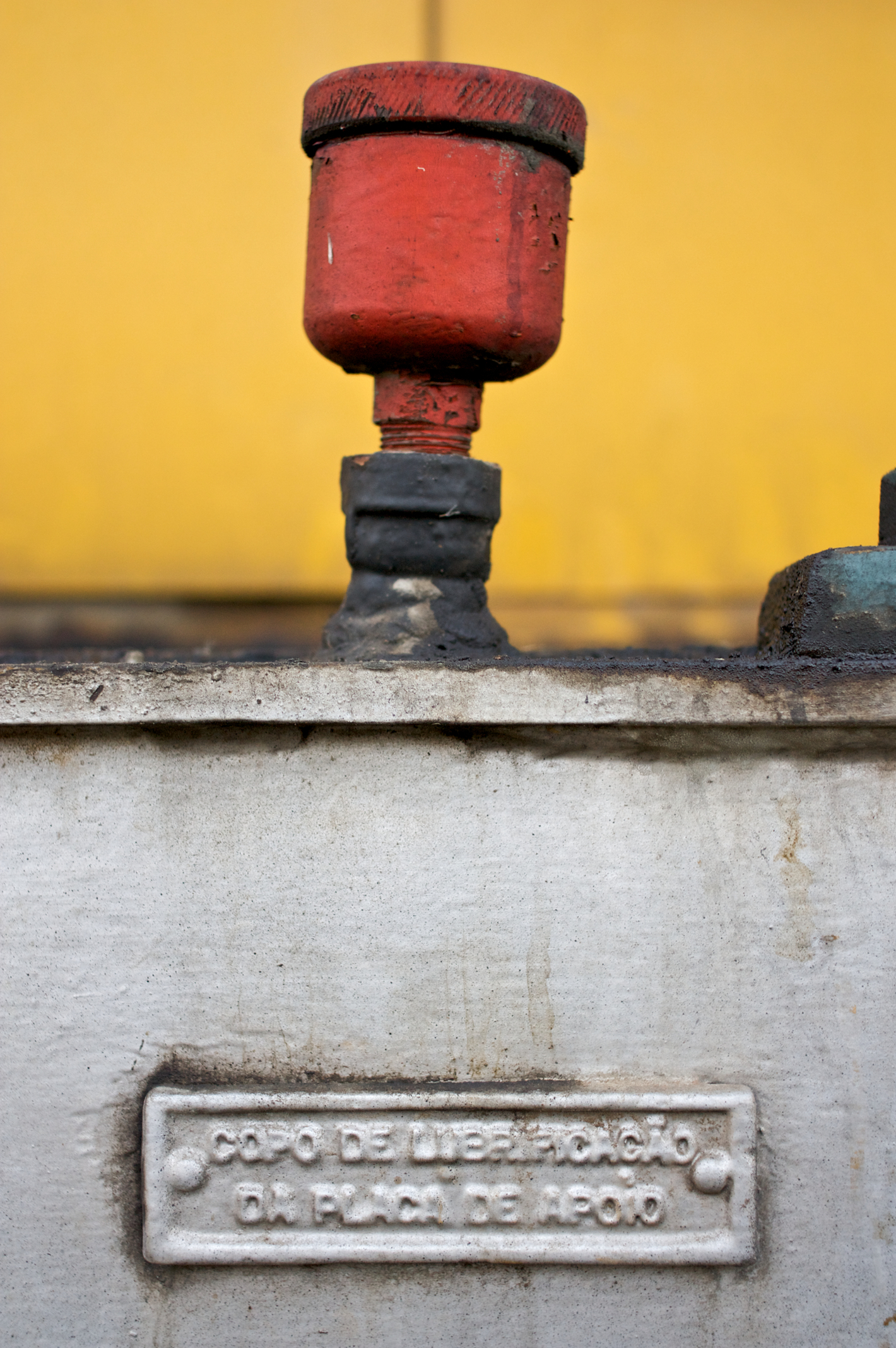
Depósito de lubricación de la placa de apoyo, en la Locomotora número 1420 de la Somafel (ex-1511 de la operadora Comboios de Portugal).

  - Tipo de tracción: Diesel-eléctrica[2]
  - Naturaleza de servicio: Línea[2]
  - Ancho de via: 1668 mm
  - Licencia de construcción: English Electric
  - Nº de unidades construidas: 12 (1501-1512)[3]
- Constructores/fabricantes
  - Partes mecánicas: American Locomotive Company
  - Motores de tracción: American Locomotive Company
  - Transmisión: General Electric
  - Freno: Knorr-Bremse
  - Lubrificadores de verdugos: Tipo Fiat
  - Registrador de velocidad: Hasler
  - Transmisión de movimiento: English Electric
  - Equipamiento de aporte eléctrico: No tiene
  - Sistema de hombre muerto: No tiene
- Características generales
  - Tipo de locomotora (constructor): RSC 3
  - Potencia nominal (ruedas): 1730 Cv / 1237 kW[2]
  - Disposición de los ejes: A1A - A1A[1]
  - Diámetro de las ruedas (nuevas): 1016 mm
  - Número de cabinas de conducción: 1
  - Freno neumático: Vacío «Dual»
  - Areneros (número): 8
- Características de funcionamiento
  - Velocidad máxima: 120 km/h[2]
  - Esfuerzo de tracción:
    - En el arranque: 17.000 kg (U=0,25)
    - En régimen continuo: 21 000 kg
    - Velocidad correspondiente al régimen continuo: 21 km/h
    - Esfuerzo de tracción a velocidad máxima: 3800 kg

  - Freno dinámico:
    - Esfuerzo máximo de las ruedas: No tiene
    - Velocidad correspondiente: No tiene
- Pesos
  - Pesos (vacío) (Tm):
    - Motor diesel: 1,62
    - Generador principal: 4,74
    - Motor de tracción: 6 x 3,28
    - Bogies completos: 2 x 21,10
    - Total: 91,00

  - Pesos (aprovisionamientos) (T):
    - Combustible: 2,530
    - Aceite del diesel: 0,890
    - Agua de refrigeración: 0,950
    - Arena: 1,200
    - Personal y herramientas: 0,200
    - Total: 5,770

  - Pesos (total) (Tm):
    - Peso en vacío: 105,00
    - Peso en orden de marcha: 111,40
    - Peso máximo de carga: 76,00
- Motor diesel de tracción
  - Cantidad: 1
  - Tipo: 251 - C
  - Número de tiempos: 4
  - Disposición y número de cilindros: 12 v
  - Diámetro y curso: 228,6x266,7 mm
  - Cilindrada total: 131,4 I
  - Sobrealimentación: Si
  - Potencia nominal (U. I. C.): 2185 Cv
  - Velocidad nominal: 1025 rpm
  - Potencia de utilización: 2185 Cv[1]
- Transmisión de movimiento
  - Tipo: 1 - Generador C. C. 5 GT 564 - B1; 4 - Motores de Tracción 5 GE 752 - A1
  - Características esenciales: Suspensión por el morro; ventilación forzada; relación de las engranajes: 65:18

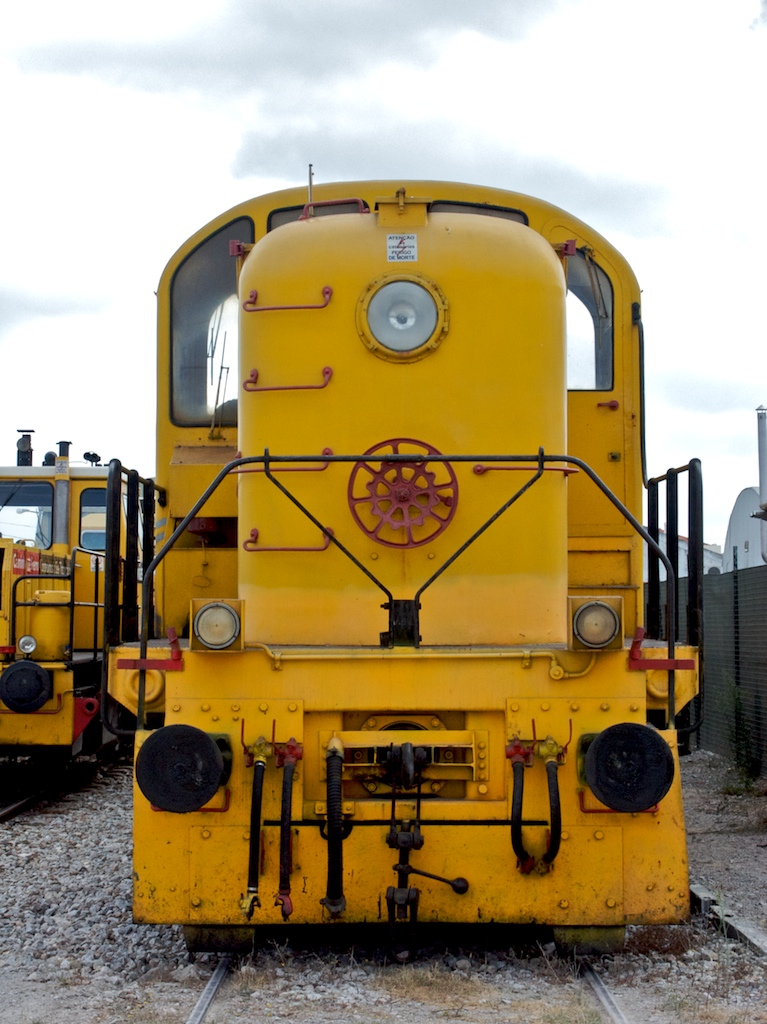
Frente de la locomotora MVLM 08 de la empresa Ferrovias, (ex-1512 de la compañía Comboios de Portugal).

## Lista de material (2001)[3]
- 1501: Al servicio de la Unidad de Viajes Interurbanas y Regionales de la operadora Comboios de Portugal, estando prevista su integración en el Museo Nacional Ferroviario.
- 1502: Vendida a la operadora Ferrovias
- 1503: Retirada de servicio
- 1504: Retirada de servicio
- 1505: Aparcada
- 1506: Retirada de servicio, aparcada en el Grupo Oficinal de Barreiro para fortalecer operaciones del resto de la serie
- 1507: Vendida a la operadora Fergrupo
- 1508: Retirada de servicio, aparcada en el Grupo Oficinal de Barreiro para fortalecer operaciones del resto de la serie
- 1509: Retirada de servicio
- 1510: Al servicio de la Unidad de Viajes Interurbanas y Regionales de la operadora Comboios de Portugal
- 1511: Vendida a la operadora Somafel
- 1512: Aparcada, aguardando a ser retirada de servicio o vendida